# Комар (Волноваський район)
Кома́р — село в Україні, адміністративний центр Комарської сільської територіальної громади Волноваського району Донецької області.

## Загальні відомості
Засноване грецькими переселенцями з кримського села Комар у 1780 році. З моменту заснування і донині основним видом діяльності є сільське господарство і, насамперед, зернове виробництво.
Село розташоване на правому березі р. Мокрі Яли. Відстань до райцентру становить близько 21 км і проходить автошляхом місцевого значення.

## Символіка
На альтернативному гербі зображений дракон насаджений на хрест, що символізує Святу Марину Антиохійську (у 1872 в селі Комар було освячено кам'яну церкву Святої Марини), яка відмовилася стати дружиною римського префекта і за що була засуджена до смертної кари. Дивом залишалася неушкодженою під час спалення живцем та варіння в окропі. Остаточно страчена шляхом відрубання голови. Після оголошення вироку до моменту страти, її кинули до в'язниці, де до неї явився дракон і хотів її задушити, але був нею вбитий. В іконографії та живописі зображується у вигляді діви з хрестом в руці, яка перемагає дракона. До речі, хрест повністю повторює собою хрест на дзвіниці нинішньої церкви в селі. Червоний колір щита символізує колір вбрання Святої Марини, а також повноту життя, волю та енергію. Золотий – колір величі, багатства, символізує вірність, силу, справедливість, милосердя. Срібний - колір стабільності.
Офіційний герб авторства Олега Коричка і затверджений 15 листопада 1996 року. На зеленому полі лазурова ріка, що тече в пояс, поверх якої поставлений в стовб золотий зерновий колос. В главі щита покладений вузький теракотовий пояс з золотим грецьким орнаментом - меандром.

## Населення
За даними перепису 2001 року населення села становило 1705 осіб, із них 8,09 % зазначили рідною мову українську, 84,16 % — російську, 7,33 % — грецьку, 0,12 % — вірменську та 0,06 % — білоруську мову.

## Відомі особистості
- Головко Сергій Васильович — директор сільськогосподарського товариства, заслужений працівник сільського господарства України[4].

В поселенні народилися:
- Алчієв Григорій Пантелійович (* 1946) — український художник.
- Єгоров Спиридон Михайлович (1908—1999) — Герой Радянського Союзу.

## Цікаві факти
Місцеві жартують, що на гербі села зображений найбільший комар у світі.